# Благодатное (Орловская область)
Благодатное — деревня в Залегощенском районе Орловской области России. Входит в состав Октябрьского сельского поселения.

## География
Деревня находится в центральной части Орловской области, в лесостепной зоне, в пределах центральной части Среднерусской возвышенности, к северу от автодороги 54А-1, на расстоянии примерно 13 километров (по прямой) к западу-северо-западу от посёлка городского типа Залегощь, административного центра района. Абсолютная высота — 264 метра над уровнем моря.

### Часовой пояс
Деревня Благодатное, как и вся Орловская область, находится в часовой зоне МСК (московское время). Смещение применяемого времени относительно UTC составляет +3:00.

## Население
| 1857 | 1859 | 1915 | 2010 |
| ---- | ---- | ---- | ---- |
| 69   | ↗71  | ↗135 | ↘15  |

### Половой состав
По данным Всероссийской переписи населения 2010 года в гендерной структуре населения мужчины составляли 60 %, женщины — соответственно 40 %.

### Национальный состав
Согласно результатам переписи 2002 года, в национальной структуре населения русские составляли 100 % из 27 чел.